# Festival du cinéma russe à Honfleur 2011
Le Festival du cinéma russe à Honfleur 2011, 19e édition du festival, s'est déroulé du 20 au 27 novembre 2011.

## Déroulement et faits marquants
Le 26 novembre 2011, le palmarès est dévoilé. Le film Gromozeka de Vladimir Kott remporte le prix du meilleur film, les acteurs du film, Nikolaï Dobrynine, Leonid Gromov et Boris Kamorzine, remportant le Prix du meilleur acteur. Le prix du meilleur premier film est remporté par le film Portrait au crépuscule d'Angelina Nikonova qui remporte aussi le Prix du meilleur scénario et pour lequel Olga Dihovichnaya remporte le Prix de la meilleure actrice. Un prix d'honneur est remis à Andreï Smirnov pour l'ensemble de sa carrière.

## Jury
- Josée Dayan (présidente du jury), réalisatrice
- Mei-Chen Chalais (présidente d'honneur), productrice
- Caroline Bottaro, réalisatrice, scénariste
- Pierre-Henri Deleau, producteur, acteur
- Dinara Droukarova, actrice
- Laure Duthilleul, actrice
- Jean-Paul Moncorgé, acteur

## Sélection

### En compétition
- Bédouin (Бедуин) d'Igor Volochine
- Deux jours (Два дня) d'Avdotia Smirnova
- Expérience cinq (Эксперимент 5ive) (film collectif)
- Le Fric (Бабло) de Constantin Bouslov
- Portrait au crépuscule (Портрет в сумерках, Portret v soumerkakh) d'Angelina Nikonova
- Présumé consentant (Презумпция согласия) de Farkhot Abdoullaïev
- Gromozeka de Vladimir Kott
- Retour en "A" (Возвращение в «А») d'Egor Kontchalovski

### Débuts
- La Maison du vent (Дом ветра) de Viatcheslav Zlatopolski
- Le Fric (Бабло) de Constantin Bouslov
- Mon papa c'est Baryshnikov (Мой папа - Барышников) de Dimitri Povolotski
- Portrait au crépuscule (Портрет в сумерках, Portret v soumerkakh) d'Angelina Nikonova

### Panorama
- La Femelle (Самка) de Grigori Konstantinopolski
- Sibérie, Monamour (Сибирь, Монамур) de Slava Ross

### Avant-première
- Elena (Елена) d'Andreï Zviaguintsev

## Palmarès
- Prix du meilleur film : Gromozeka de Vladimir Kott.
- Prix du meilleur scénario : Portrait au crépuscule.
- Prix du meilleur acteur : Nikolaï Dobrynine, Leonid Gromov et Boris Kamorzine pour leurs rôles dans Gromozeka.
- Prix de la meilleure actrice : Olga Dihovichnaya, pour son rôle dans Portrait au crépuscule.
- Prix du meilleur premier film : Portrait au crépuscule d'Angelina Nikonova.
- Prix du public : Deux Jours d'Avdotia Smirnova.
- Prix spécial du Jury : Bédouin d'Igor Volochine.